# Sōhan Tsuji
 (mai 2024).
Tsuji Sohan (1758-1840 ) était un maître de la  cérémonie du thé au milieu de la période Edo, né dans la province d'Ōmi.

## Biographie
Né en 1758 dans le village de Kunitomo, district de Sakata, Omi (aujourd'hui ville de Kunitomo, ville de Nagahama, préfecture de Shiga ). Sōhan est la dixième génération de la famille Tsuji qui est active à Nagahama, sur les rives du lac Biwa, depuis la période Muromachi au XVe siècle. Il étudia le Kangaku dès son plus jeune âge auprès de Yūki Tomioka, puis il a appris les secrets de la voie du thé d'école d'Enshu auprès de Yūki Tomioka le maître du thé du domaine de Komuro, du ville de Nagahama à l'âge adulte . 
Le domaine de Komuro a été réorganisé en 1788, en raison de la purge de la faction Daimyo Tanuma, à la suite de la chute d'Okitsugu Tanuma. La cérémonie du thé de l'école Enshu a failli disparaître lorsque le clan Komuro a été aboli en 1788.
Sôhan a transmis tous les aspects et connaissances de l'école Enshu, y compris les secrets intérieurs, à Kobori Sochu, la huitième génération de la famille Kobori. On dit que sans la transmission de Tsuji à cette époque, l'école de thé Enshu n'aurait pas été transmise jusqu'à aujourd'hui.
Dans la cérémonie du thé l'école d'Enshu, cela est appelé « Kaeshi-denju : réinitiation » et il fait toujours l'éloge de Sōhan Tsuji en tant que figure clé de la renaissance de l'école d'Enshu. 
Sōhan était aussi l'instructeur de cérémonie du thé pour le Shogunat Tokugawa dans ses dernières années, reçoit une invitation du domaine d'Owari ( le pays origin de Owari Tokugawa) pour la période Koroku. Mais il a refusé, retourné dans son village natal Kunimoto de Nagahama, de la terre où reposent ses ancêtres, passé ses dernières années avec diverses personnes et a terminé sa vie en approfondissant sa foi dans le Jodo Shinshu. Le site de la maison de Sōhan Tsuji se trouve encore aujourd'hui à Kunitomo-machi, Nagahama.
Il a démontré son talent dans de nombreux domaines, notamment la cérémonie du thé, la composition florale, la calligraphie, l'étiquette, la poésie waka, le haïku, le nanga et concepteur du jardin philosophique ésotérique. Il a formé de nombreux autres étudiants, dont Katsumoto Fuana . De plus, son oncle (le frère cadet de son père) Tanji était le graveur sur métal Mitsumasa Rinsendo, et Kunitomo Tobei Ikkansai était son neveu (fils de sa sœur aînée Miwano).
Il meurt en 1840 à l'age de 83 ans.

## Livres connexes
- « Tsuji Sōhan et ses environs » (Yoshihide Miyata 1989)

1. ↑  「近江毎夕新聞」「謎の文人 辻宗範の足跡」（2008年11月7日）